# جنت‌آباد (صالح‌آباد)
 جنت‌آباد ، نام شهری از توابع بخش جنت‌آباد شهرستان صالح‌آباد در استان خراسان رضوی است. این شهر در بخش جنت‌آباد قرار دارد و بر اساس سرشماری سال ۱۳۸۵ جمعیت آن (۳۷۷خانوار) ۱٬۶۵۱نفر
بوده‌است.
جمعیت در سال 1403، 984 نفر بوده است.